# 37561 Churgym
37561 Churgym este o planetă minoră (asteroid) din centura de asteroizi. A fost descoperită pe 13 februarie 1988 la Observatorul La Silla de Eric Walter Elst. 
Obiectul prezintă o orbită caracterizată de o semiaxă mare de 1,9437655 UAi, o excentricitate de 0,1, o înclinație de 22,95323 ° în raport cu ecliptica.